# Rossana Campo
Pour les articles homonymes, voir Campo.
Rossana Campo (née le 17 octobre 1963 à Gênes,), est une écrivain italienne. Elle est d'origine napolitaine.

## Œuvres

### Éditions originales
Aux éditions Feltrinelli
- L'Attore americano, 1997.
- Il Matrimonio di Maria, 1998.
- Mentre la mia bella dorme, 1999.
- Il pieno di super, 2001.
- Sono pazza di te, 2001.
- Mai sentita così bene, 2002.
- L'Uomo che non ho sposato, 2003.
- Duro come l'amore, 2005.
- Più forte di me, 2007.
- Lezioni di arabo, 2010.

Autres éditions
- Felice per quello che sei - Confessioni di una buddista emotiva. Mondadori, 2015.
- Il posto delle donne. Ponte alle Grazie, 2013.
- Piccoli Budda. Gallucci, 2013.
- Fare l'amore. Ponte alle Grazie, 2014.
- Dove troverete un altro padre come il mio. Ponte alle Grazie, 2015.
- Difficoltà per le ragazze. Giulio Perrone editore, 2016.
- Così allegre senza nessun motivo. Bompiani 2019.
- Libere e un po' bastarde. Bompiani, 2025.

### Traductions françaises
- L’amour, des fois, quand ça s'y met, P.O.L, 1995.
- L’Acteur américain, Fayard, 2000.
- A la folie, Fayard, 2002.
- Mio Padre, Calmann-Lévy, 2017.